# Montleban
Montleban (en wallon Mont-l'-Ban) est une section et un village de la commune belge de Gouvy située en Région wallonne dans la province de Luxembourg.
C'était une commune à part entière avant la fusion des communes de 1977.

## Étymologie
- 1495 Amon le ban
- 1528 Mon-le-ban

Mont du (ancien français le) ban (germanique *ban), par opposition à Mont (Houffalize), jadis Mont-la-Ville (centre du domaine).

## Géographie
Le village de Montleban se situe à l’extrême Ouest de la commune de Gouvy. Dans sa section on retrouve les villages de Baclain, Lomré, Langlire et Hallonru.
Son altitude est relativement élevée. Elle varie entre 430 et 490 m.
| Pisserotte | Lomré     | Baclain |
|            | Montleban | Baclain |
| Dinez      | Hallonru  | Cherain |

## Démographie
- Source: INS Recensements population

## Histoire
En 1823, Montleban fusionne avec Baclain, Langlire, Lomré et Petit-Langlire.
Au cours de la Seconde Guerre mondiale, le 10 mai 1940, jour du déclenchement de la campagne des 18 jours, Montleban est défendue par une section de la 10e compagnie du 3e régiment de Chasseurs ardennais, mais les Belges se replient après une heure de résistance face à la menace d'encerclement que l'attaque du 2./Kradschützen-Bataillon 7 de la 7e Panzerdivision (qui a pour objectif de traverser la Meuse au niveau de Dinant) fait peser sur les défenseurs.
En 1977, la commune de Montleban est intégrée à la nouvelle commune de Gouvy.

## Économie

### Transport
Le village est traversé par 5 lignes de bus : la ligne 14/6 Houffalize-Vielsalm-Schmiede, la ligne 18 Bastogne-Houffalize-Montleban, la ligne 18/3 Houffalize-Vielsalm, la ligne 18/4 Vielsalm-Gouvy-Sommerain et la ligne 163c Bastogne-Houffalize-Gouvy.